# Marianópolis do Tocantins
Marianópolis do Tocantins là một đô thị thuộc bang Tocantins, Brasil. Đô thị này có diện tích 2091,364 km², dân số năm 2007 là 4473 người, mật độ 2,14 người/km².